# Laurent Bécue-Renard
Laurent Bécue-Renard, né le 19 janvier 1966 à Suresnes dans le département de la Seine, est un réalisateur et producteur de cinéma français.

## Biographie
Diplômé de l'Institut d'Etudes Politiques de Paris, ancien élève de l'Essec, boursier Fulbright en sciences politiques à Columbia University puis à UC Berkeley, il part en 1995 à Sarajevo durant la dernière année de la guerre comme responsable du webzine Sarajevo Online. Il y écrit notamment ses « Chroniques de Sarajevo ».
Après la guerre, il retourne en Bosnie-Herzégovine pour se consacrer à une réflexion sur la trace psychique de la guerre, et filme sur plusieurs saisons le travail de deuil entrepris par des femmes bosniaques dans le cadre d'une psychothérapie.
Dès 2001, son film De guerre lasses est présenté dans une cinquantaine de festivals internationaux et plusieurs fois primé, recevant notamment le Friedensfilmpreis (Prix du film de la paix) décerné par la Fondation Heinrich Böll au Festival international du film de Berlin.
En 2014, deuxième volet d’une trilogie dorénavant intitulée Une généalogie de la colère, Of Men and War (Des hommes et de la guerre) accompagne cette fois dans leur chemin intime de jeunes soldats américains revenus de guerres lointaines meurtris dans leur âme.
Présenté en première mondiale en sélection officielle au festival de Cannes,, Of Men and War a ensuite été sélectionné dans de nombreux festivals internationaux (MoMA New York, Sydney, Jérusalem, Moscou…) 
Il a remporté entre autres le Grand prix du meilleur long métrage documentaire à l’IDFA-Amsterdam et le Grand prix spécial du Jury Golden Gate au Festival International du Film de San Francisco.
Le film fut également nommé pour le Prix du meilleur documentaire européen aux European Film Academy Awards.

## Filmographie

### Comme réalisateur
- 2003 : De guerre lasses
- 2014 : Of Men and War, Prix Spécial de la Fondation Gan pour le Cinéma

### Comme producteur
- 2003 : De guerre lasses
- 2006 : La Traversée d'Élisabeth Leuvrey
- 2014 : Of Men and War